# Фекетехальми-Цейднер, Ференц
Ференц Фекетехальми-Цейднер (венг. Feketehalmy-Czeydner Ferenc; 22 ноября 1890, Симерия, Австро-Венгрия (ныне жудец Хунедоара, Румыния) — 5 ноября 1946 , Жабаль, Воеводина, Югославия) — венгерский военный и политический деятель, Генерал-полковник войск СС, обергруппенфюрер СС, военный преступник, сыгравший значительную роль в резне в Нови-Саде во время Второй мировой войны .

## Биография
Этнический немец, сын владельца магазина, в молодости носил фамилию отца Франц Цайднер (нем. Franz Zeydner/Zeidner), после Первой мировой войны, в уже независимой Венгрии, сменил написание фамилии: немецкое написание Zeydner на более привычное обозначение для звука ц — Czeydner.
Окончил артиллерийскую кадетскую школу в австрийском городе Трайскирхен, позже Терезианскую академию. В августе 1910 года поступил на службу лейтенантом в 12-й полевой гаубичный полк австро-венгерской армии. В 1913 году переведен в 8-й полевой артиллерийский полк.
Участник Первой мировой войны в составе австро-венгерской армии, сначала сражался на русском фронте; был ранен. Позже служил артиллерийским и штабным офицером, получил звание капитана (1 мая 1917). В 1915 году переведен в венгерский Генштаб, в ноябре 1918 года в штаб 2-го армейского корпуса. 11 февраля 1918 года был тяжело ранен.
После войны присоединился к недавно созданной Королевской венгерской армии. В 1921—1925 годах — офицер Генерального штаба 7-й смешанной бригады, одновременно преподавал в Военной академии в Будапеште. С 1925 года — инструктор Военной академии святого Людовика в Будапеште.
С 1927 года — заместитель начальника боевой подготовки Военного министерства. С 1929 года служил в Генштабе; с 1933 года — начальник штаба управления авиационных перевозок. С 1935 года — заместитель начальника Управления авиации, с апреля 1938 года — начальник военно-воздушного бюро. Один из создателей венгерских ВВС.
С 23 января 1939 года — командир 6-й пехотной бригады.
Участник Второй мировой войны. В марте 1940 года был назначен начальником штаба 1-й венгерской армии, а 1 августа 1941 года — командиром 3-го армейского корпуса, который выполнял функции оккупационных войск на Балканах. В декабре 1941 года получил ранения, в августе 1942 года вышел в отставку из-за участия в принятии решения провести рейд оккупационных венгерских войск в район южной Бачки (январь 1942), в результате которого было убито около 3,8 тыс. человек, в основном, сербских и еврейских мирных жителей.
Обвинённый в военных преступлениях в Бачке, в январе 1944 года переехал в Германию и начал активно сотрудничать с СД. В марте присоединился к Ваффен-СС в звании группенфюрера СС. Служил в XIII военном госпитале СС в Вене, а затем в полевом госпитале в Земмеринге . Тогда же обратился к рейхсфюреру СС Генриху Гиммлеру с идеей создания венгерских отрядов Ваффен-СС. В результате началось формирование 25-й добровольческой пехотной дивизии СС «Хуньяди» (1-я венгерская) и 17-го армейского корпуса СС.
1 июля 1944 года он был назначен заместителем командира 2-го танкового корпуса СС, который действовал в Нормандии.
15 октября 1944 года после ареста диктатора Миклоша Хорти власть в Венгрии перешла к ставленнику Германии Ференцу Салаши. Фекетехальми-Цейднер был отозван в Венгрию и 17 октября 1944 года назначен заместителем военного министра и главнокомандующего, а также заместителем начальника Генштаба.
В январе 1945 года у него был обнаружен рак и он фактически отошёл от дел, хотя и оставался на своих постах до 17 марта 1945 года. 19 марта его прооперировали. Сразу после операции Фекетеголми вернулся в строй и был назначен командиром 17-го (венгерского) армейского корпуса СС.
10 мая 1945 года взят в плен американскими войсками в Верхней Австрии, но впоследствии освобождён. Вновь арестован 14 июля 1945 г. и в ноябре 1945 г. передан венгерским властям.
31 января 1946 года был передан Югославии. Обвинён в уничтожении подконтрольными ему частями 2 тысяч человек (в январе 1942 года). За военные преступления приговорён к смертной казни и 5 ноября 1946 года повешен вместе с Ласло Деаком и Йожефом Грашши в Жабале.

## Звания
- Лейтенант (18 августа 1910)
- Старший лейтенант (1 августа 1914)
- Капитан (1 мая 1917)
- Майор (1 мая 1925)
- Подполковник (1929)
- Полковник (1 ноября 1934)
- Генерал-майор (1 ноября 1939)
- Фельдмаршал-лейтенант (1 ноября 1941)
- Группенфюрер СС и генерал-лейтенант войск СС (1 ноября 1944)
- Обергруппенфюрер СС и генерал войск СС (1 ноября 1944)
- Генерал-полковник (1 декабря 1944)

## Награды
- Крест «За военные заслуги» (Австро-Венгрия) 3-го класса с отличием и мечами
- Серебряная и бронзовая медаль «За военные заслуги» (Австро-Венгрия)
- Орден Железной короны
- Памятная военная медаль (Венгрия) с мечами
- Памятная военная медаль (Австрия) с мечами
- Орден Заслуг (Венгрия)
- Орден Витязя
- Орден Заслуг германского орла
- Командор Ордена Короны Италии